# PS Возничего
PS Возничего (лат. PS Aurigae) — одиночная переменная звезда в созвездии Возничего на расстоянии приблизительно 2837 световых лет (около 870 парсеков) от Солнца. Видимая звёздная величина звезды — от +14,5m до +13,5m.

## Характеристики
PS Возничего — оранжевая эруптивная быстрая неправильная переменная звезда (IS:) спектрального класса K. Радиус — около 3,21 солнечных, светимость — около 5,153 солнечных. Эффективная температура — около 4853 К.